# Polní Voděrady (zámek)
Zámek Polní Voděrady je kulturní památka v obci Polní Voděrady v okrese Kolín. Nyní je v soukromých rukou, v roce 2015 prošel rozsáhlou rekonstrukcí.

## Historie
Původní tvrz v areálu současného dvora postavil po roce 1569 pravděpodobně Jan Zikmund Myška ze Žlunic. První písemná zmínka o ní pochází z roku 1577, kdy přešla jako dědictví na jeho syna Jaroslava Myšku ze Žlunic. V roce 1642 ji hejtman Kouřimského kraje Jan Burián Slavíkovec ze Slavíkova přestavěl na barokní zámeček. Přestože se z roku 1806 dochovaly plány na přestavbu zámku od českobrodského stavitele Matěje Čermáka, k plánované přestavbě ale nakonec nedošlo a nový majitel, Václav Novotný, si nechal podle jiného projektu postavit v letech 1810-11 na novém místě (severní straně areálu dvora) zámek současný, který je klasicistní novostavbou bez starších konstrukcí. Původní barokní zámek byl nadále využíván jen jako kanceláře úředníků panství.
V roce 1861 se zámek dostal do majetku rakouského sklářského podnikatele rytíře Václava Ignáce z Eisensteinu, který si Polní Voděrady zvolil za rodové sídlo. V rámci úprav okolí zámku byl zbořen i starý barokní zámek, jehož poslední zbytky byly odstraněny na konci 19. století při úpravě zámeckého parku podle návrhu renomovaného pražského zahradního architekta Františka Josefa Thomayera.
Posledním majitelem velkostatku i zámku byl Karel Boromejský z Eisensteinu, který se z obavy před ztrátou majetku přihlásil v roce 1941 k německé národnosti. To se mu nakonec stalo osudným, protože na základě toho byl dne 16. 5. 1945 zatčen a předán do internačního tábora v Kolíně, kde měl být ubit lopatou a zahrabán na neznámém místě. Jeho těhotná žena Berta byla zatčena v Praze a rovněž uvězněna. Majetek byl rodu na základě Benešových dekretů zkonfiskován, přičemž zámek získal místní národní výbor (obecní úřad) a půda velkostatku byla již 1. července 1945 rozdělena lidu.
Zámek začal po rocve 1945 sloužit jako bytový dům pro 6 místních rodin, ovšem bez potřebné údržby byl obyvatelný jen do roku 1984, kdy se z něj odstěhovala poslední nájemnice. Opuštěná stavba poté rychle chátrala, stejně jako okolní park, na počátku 21. století patříl k nejohroženějším památkám v Česku. Dostal se do soukromých rukou jako ruina a od konce roku 2014 procházel rozsáhlou rekonstrukcí. Po dokončení rekonstrukce v roce 2016 slouží zámek jako rodinné sídlo. Zámek ani zámecký park nejsou veřejnosti přístupné.